# 2006 WE4
2006 WE4 es un asteroide que forma parte de los asteroides Atira, descubierto el 21 de noviembre de 2006 por el equipo del Mount Lemmon Survey desde el Observatorio del Monte Lemmon, Arizona, Estados Unidos.

## Designación y nombre
Designado provisionalmente como 2006 WE4.

## Características orbitales
2006 WE4 está situado a una distancia media del Sol de 0,7846 ua, pudiendo alejarse hasta 0,9283 ua y acercarse hasta 0,6410 ua. Su excentricidad es 0,183 y la inclinación orbital 24,76 grados. Emplea 253,893 días en completar una órbita alrededor del Sol.

## Características físicas
La magnitud absoluta de 2006 WE4 es 18,9.